# لي كاسل فانيا
لي كاسل فانيا (بالإنجليزية: Le Castle Vania)‏ هو منتج أسطوانات وملحن ودي جيه أمريكي، ولد في 27 أبريل 1983.

## وصلات خارجية
- الموقع الرسمي
- لي كاسل فانيا على موقع ميوزك برينز (الإنجليزية)
- لي كاسل فانيا على موقع أول ميوزيك (الإنجليزية)
- لي كاسل فانيا على موقع ديسكوغز (الإنجليزية)